# 弗洛爾于文海崖
72°2′S 3°24′W / 72.033°S 3.400°W
弗洛爾于文海崖，是南極洲的海崖，位於毛德皇后地的瑪塔公主海岸，處於斯托爾克萊滕峰以北，屬於阿爾曼嶺的一部分，由挪威製圖師根據探險隊拍攝的測量和空中照片繪入地圖，現時由南極條約體系管理。